# Plaque tournante

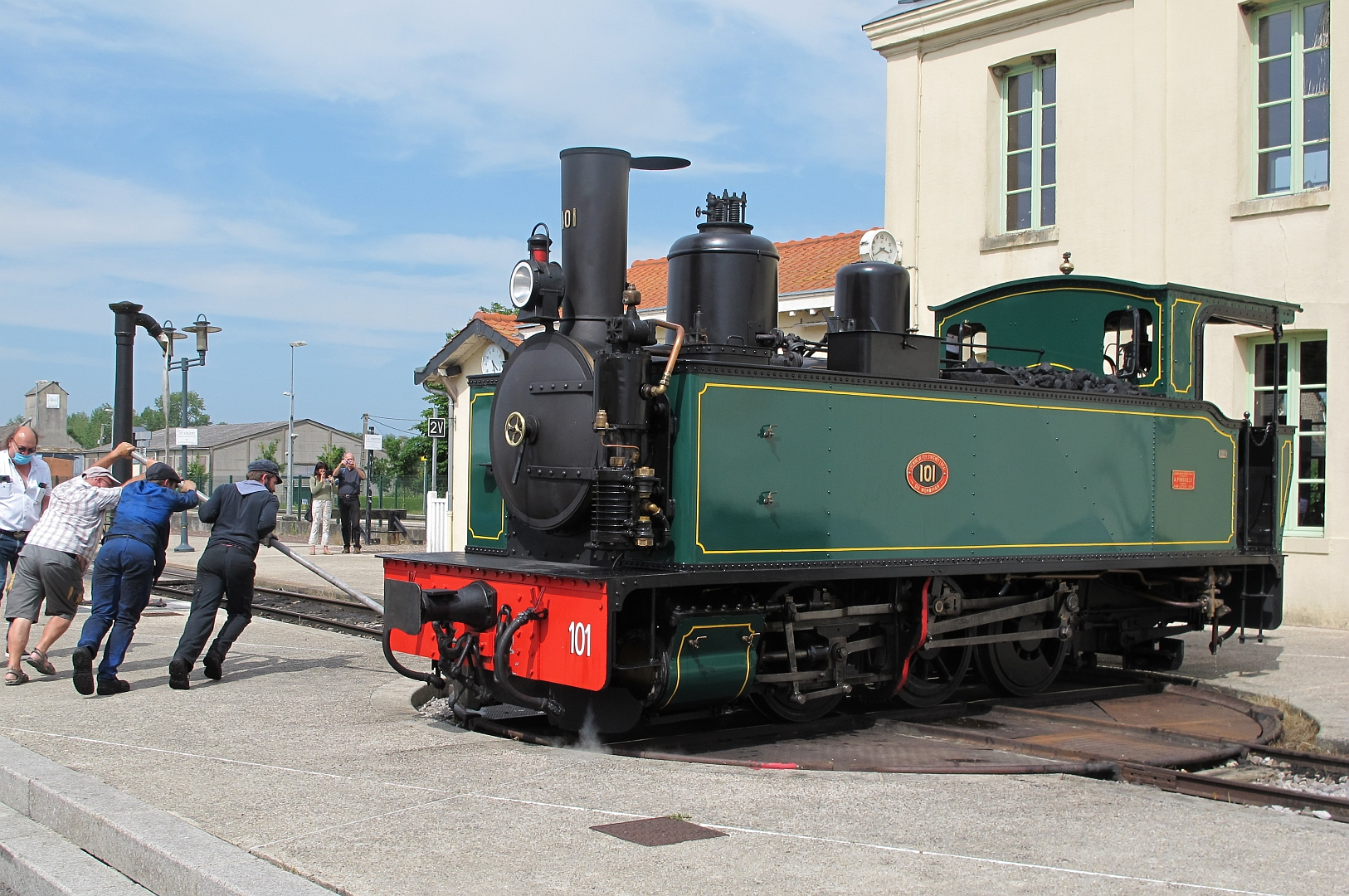
Locomotive à voie métrique en train d'être tournée sur la plaque de la gare de Noyelles.
Cette installation typique des chemins de fer secondaires n'est pas motorisée. Plusieurs cheminots, unissent leurs forces pour faire tourner la locomotive.

Une plaque tournante est un système permettant de faire faire demi-tour aux matériels ferroviaires qui ne possèdent qu'un sens de conduite, tels que certaines locomotives à vapeur soit dans les dépôts, soit dans les gares terminus ou d'effectuer le remisage des wagons ou voitures dans les premières gares.

## Caractéristiques
Pour les petits modèles que l'on rencontre dans les gares, elle se compose d'un cuvelage métallique, au milieu duquel se trouve un pivot où vient s'appuyer le centre de la plaque. Un rail cintré fait le tour du fond de ce cuvelage, et vient supporter la périphérie de la plaque par l'intermédiaire de galets de roulement maintenus par des axes. La structure de la plaque en acier moulé comporte deux voies qui se croisent à angles droits. Pour la sécurité du personnel, les ouvertures de cette structure sont fermées par un platelage de bois ou de tôles. D'un diamètre allant jusqu'à 7 m en voie normale, ce type de plaque est généralement appelé « plaque à wagons ».
Pour les locomotives, à partir d'une certaine dimension, les plaques sont remplacées par des ponts tournants, reposant sur le même principe avec un pivot central dans un cuvelage maçonné, mais seulement sur deux galets de roulement à chaque extrémité. Ces ponts tournants, généralement motorisés, continuent d'être appelés « plaques » dans le vocabulaire des cheminots. Leurs longueurs peuvent atteindre les 27 m en France et même 38 m sur les chemins de fer américains.
Dans les dépôts, la plaque tournante est souvent entourée d'un bâtiment circulaire appelé rotonde. Ainsi, on peut garer sous abri un grand nombre de locomotives dans un espace réduit, chaque machine pouvant passer sur la plaque, indépendamment des autres.
Les plaques tournantes utilisées pour les wagonnets en voie étroite de 600 mm, sont souvent en fonte moulée, et leur diamètre est d'un mètre environ.
Les anciens tramways nécessitaient aussi des plaques tournantes pour être tournés.

## Galerie de photos

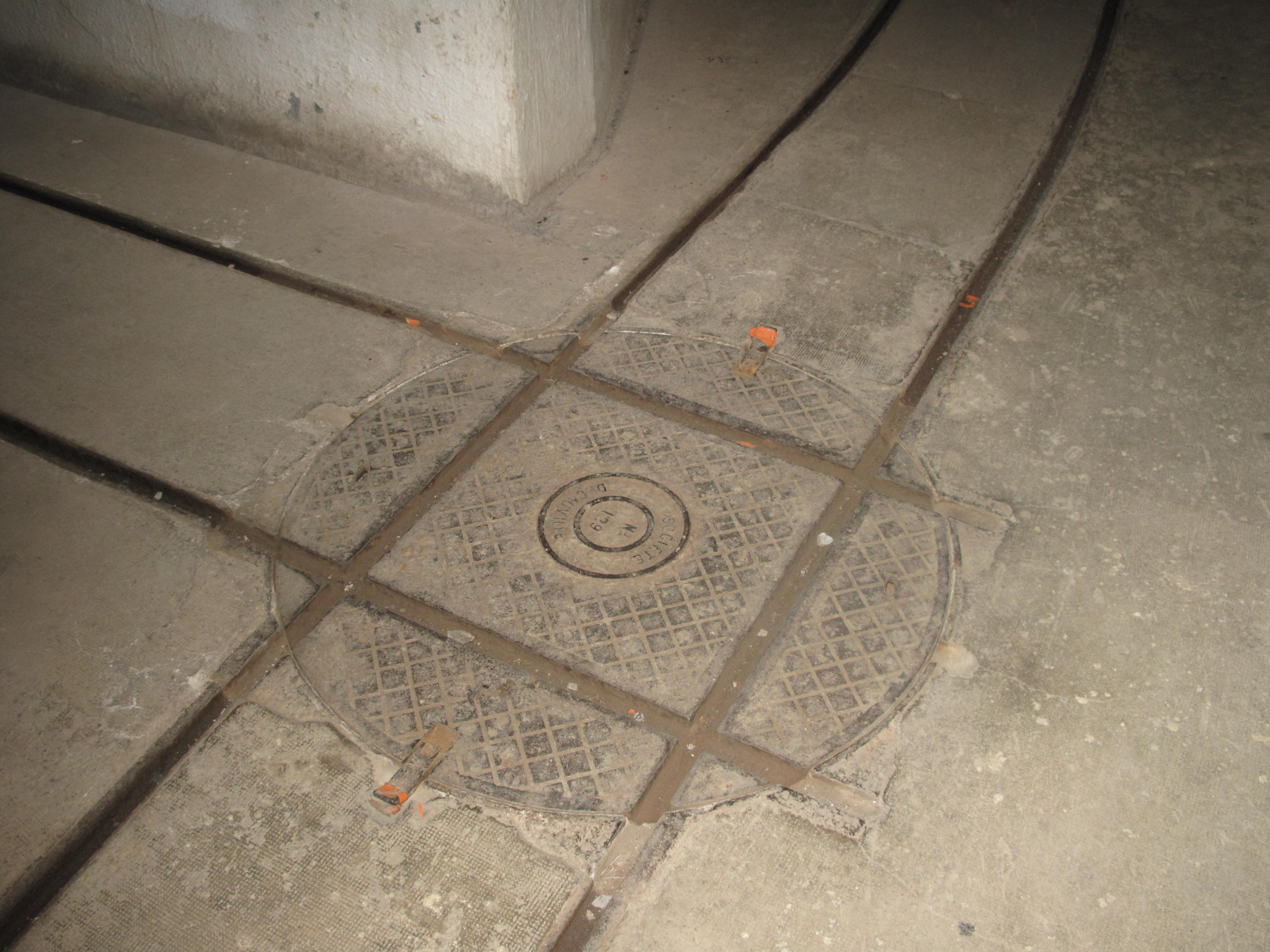
Plaque tournante pour wagonnet à voie étroite de 600 mm.
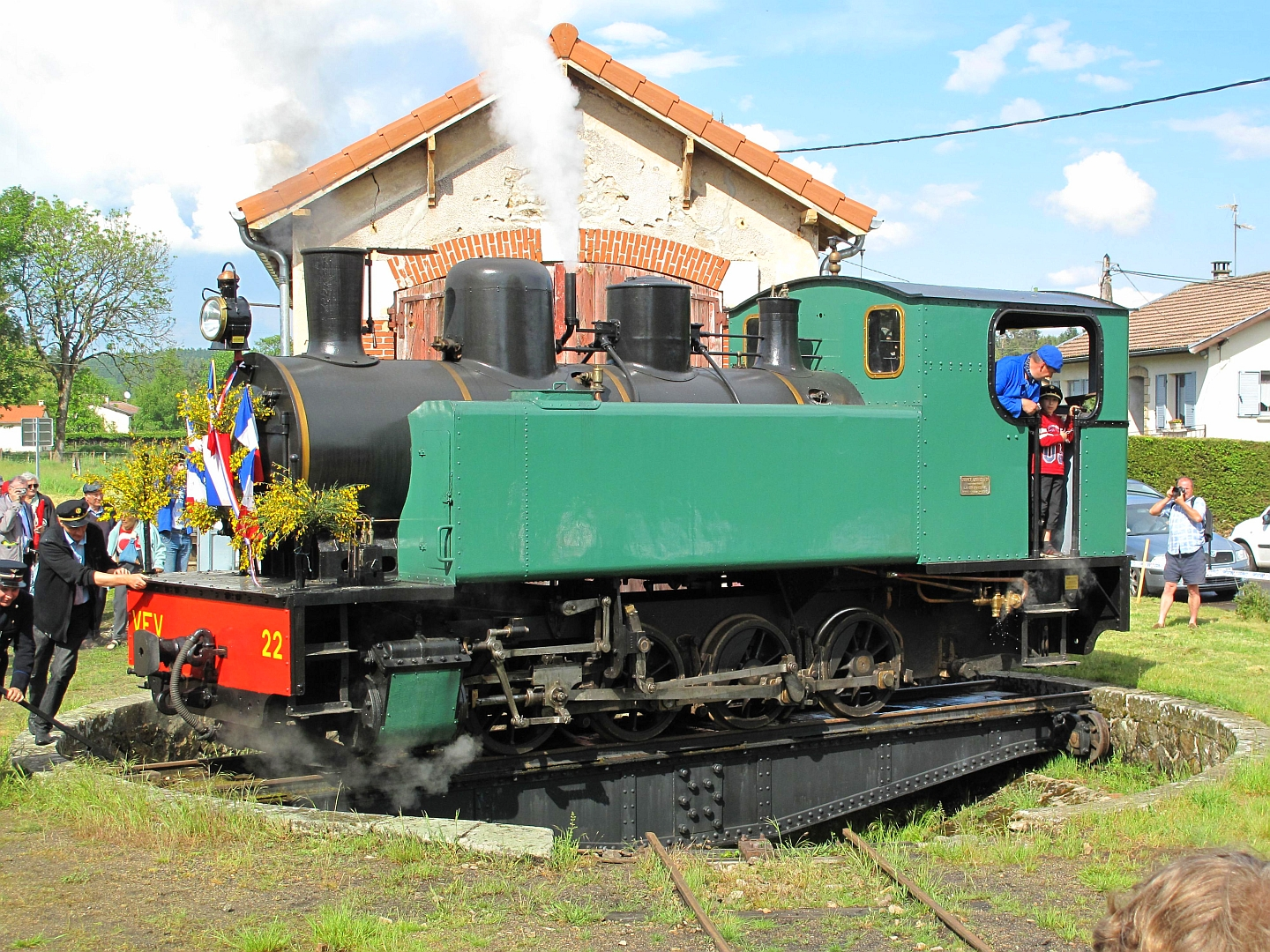
Un pont tournant à voie métrique sur les Voies ferrées du Velay.
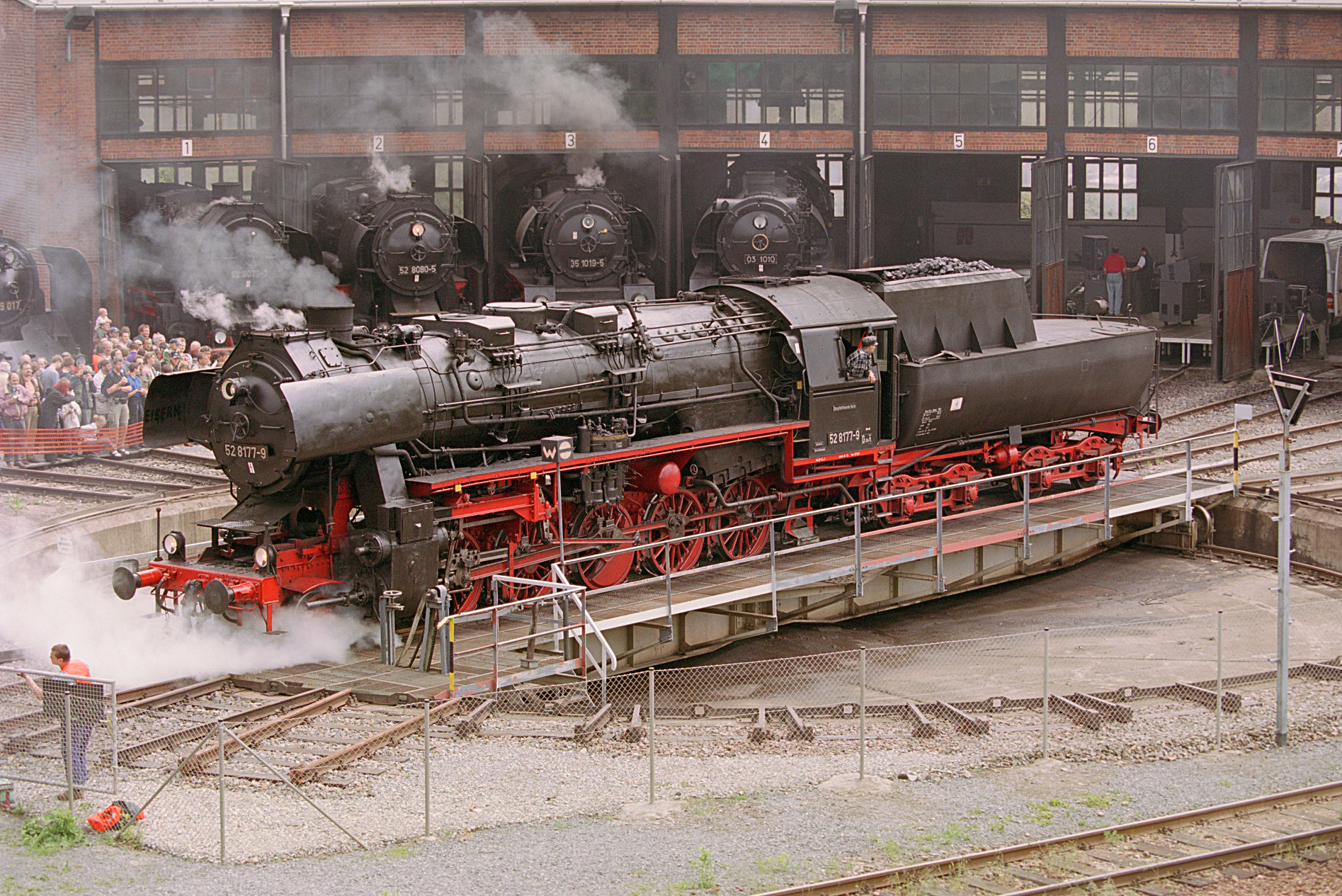
Pont tournant en Allemagne, desservant une Rotonde à Dresde.
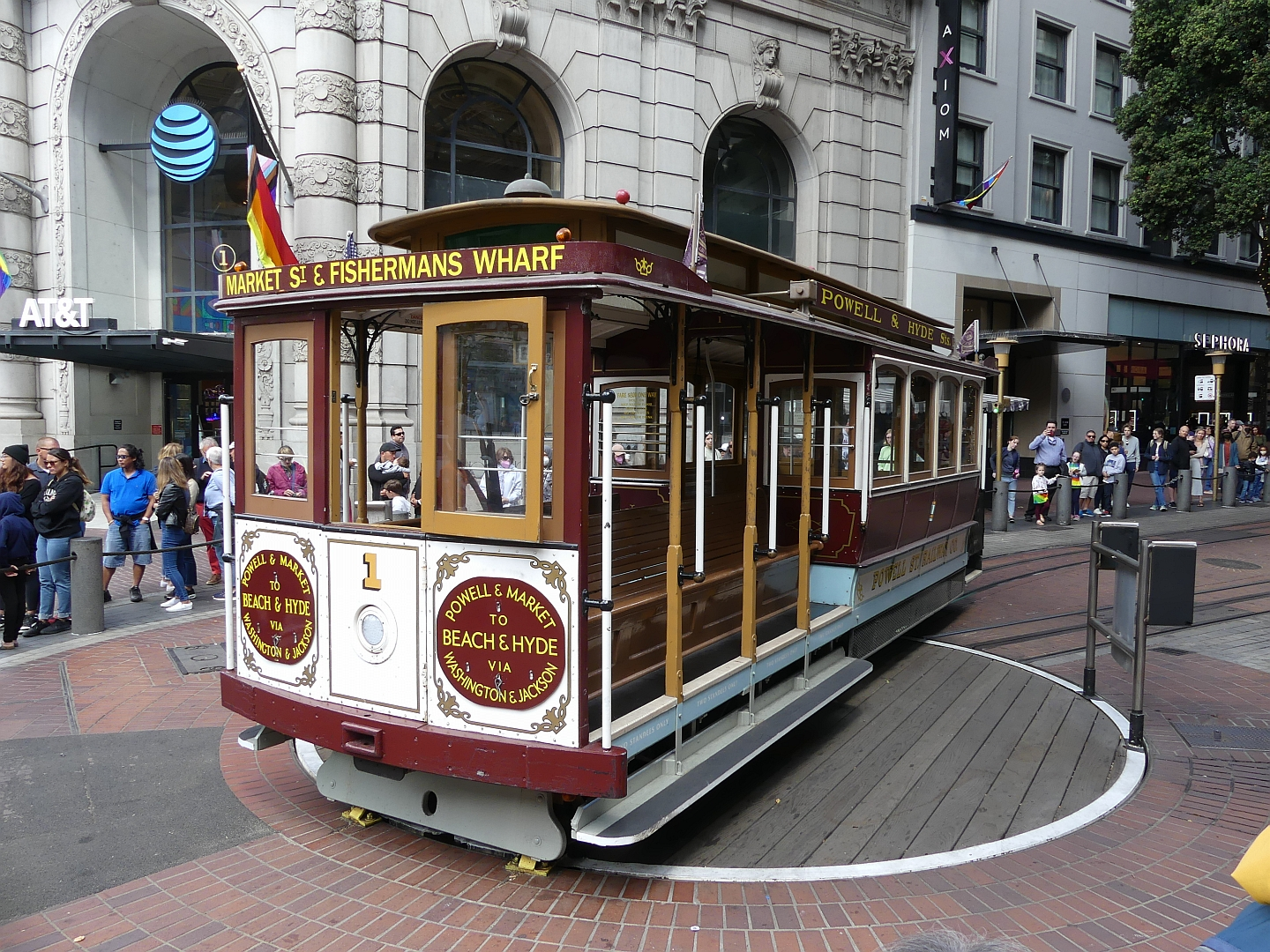
Un tramway à traction par câble de San Francisco sur une plaque tournante.
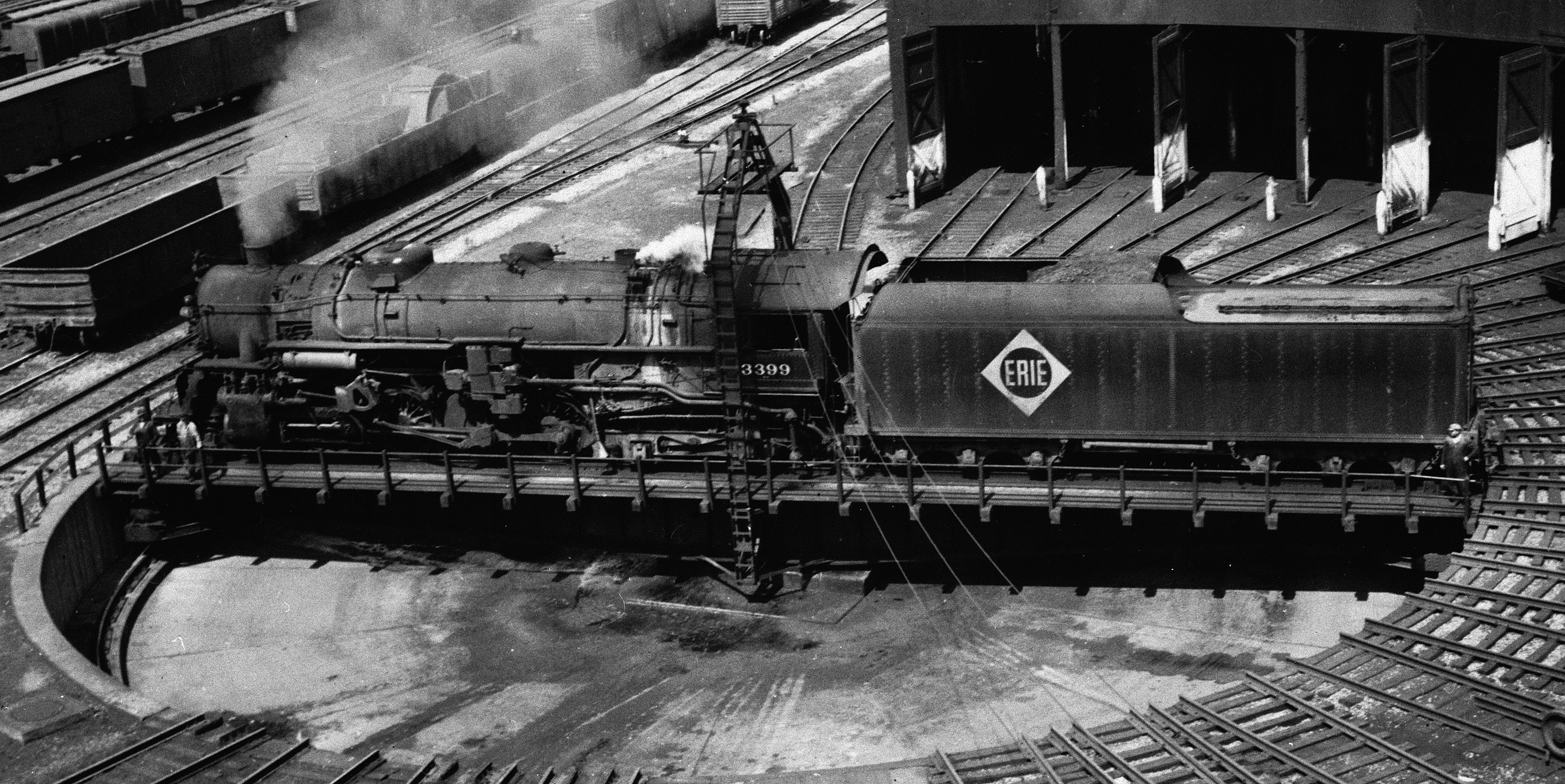
Un pont tournant de 32 m à Salamanca (New York).